# Mirosław (gromada)
Mirosław – dawna gromada, czyli najmniejsza jednostka podziału terytorialnego Polskiej Rzeczypospolitej Ludowej w latach 1954–1972.
Gromady, z gromadzkimi radami narodowymi (GRN) jako organami władzy najniższego stopnia na wsi, funkcjonowały od reformy reorganizującej administrację wiejską przeprowadzonej jesienią 1954 do momentu ich zniesienia z dniem 1 stycznia 1973, tym samym wypierając organizację gminną w latach 1954–1972.
Gromadę Mirosław z siedzibą GRN w Mirosławiu utworzono – jako jedną z 8759 gromad na obszarze Polski – w powiecie płockim w woj. warszawskim, na mocy uchwały nr VI/10/13/54 WRN w Warszawie z dnia 5 października 1954. W skład jednostki weszły obszary dotychczasowych gromad Cekanowo, Mirosław, Miszewko Strzałkowskie, Miszewko-Stefany i Piotrowo oraz wieś Gulczewo z dotychczasowej gromady Gulczewo ze zniesionej gminy Bielino w tymże powiecie. Dla gromady ustalono 12 członków gromadzkiej rady narodowej.
Gromadę zniesiono 31 grudnia 1959, a jej obszar włączono do gromady Borowiczki w tymże powiecie.